# Franciszek Bronikowski
Franciszek Jan Bronikowski, poljski veslač, * 25. februar 1907, Bromberg, Provinca Posen, † 1. december 1964,Milanówek. 
Bronikowski je za Poljsko nastopil na Poletnih olimpijskih igrah 1928 v Amsterdamu, kjer je kot član četverca s krmarjem osvojil bronasto medaljo.